# El Paso Times
O El Paso Times é um jornal publicado na cidade norte-americana de El Paso, no Texas. Sendo o único diário de língua inglesa em El Paso (após o El Paso Herald-Post, um periódico vespertino, extinto em 1997).